# Wesoła (Sokołów Podlaski)
Wesoła – część miasta Sokołowa Podlaskiego w Polsce, w województwie mazowieckim, w powiecie sokołowskim. Rozpościera się w okolicy ulicy Wesołej, w północnej części miasta.

## Historia
W Królestwie Polskim wieś Wesoła przynależała do guberni siedleckiej. Od 1867 należała do gminy Przeździatka w powiecie sokołowskim, później przekształconej w gminę Kudelczyn.
W okresie międzywojennym wchodziła w skład woj. lubelskiego. Tam, 14 października 1933 utworzyła gromadę Wesoła w granicach gminy Kudelczyn, składającą się z samej wsi Wesoła. 26 stycznia 1934 Wesołą włączono do Sokołowa Podlaskiego.
31 grudnia 1959 Wesołą wyłączono z Sokołowa Podlaskiego i włączono do nowo utworzonej gromady Sokołów w województwie warszawskim. Tam przetrwała do końca 1972 roku, czyli do kolejnej reformy gminnej. 
1 stycznia 1973, w związku z kolejną reformą administracyjną (odtworzenie gmin i zniesienie gromad i osiedli) Wesoła weszła w skład nowo utworzonej gminy Sokołów Podlaski w powiecie sokołowskim. W latach 1975–1987 miejscowość administracyjnie należała do województwa siedleckiego. 1 lipca 1987 Wesołą po raz drugi włączono do Sokołowa Podlaskiego (większą część, 70,11 ha).